# Transit Poetry
Transit Poetry war eine deutsche Synth-Rock-Band. Sie wurde im Jahr 2002 von Sänger und Multiinstrumentalist Sascha Blach (u. a. auch Despairation) gegründet. Die Musik vereint Elemente aus Pop, Electronica, Trip-Hop, Metal und Rock.

## Geschichte
Transit Poetry folgen einem vier Alben umfassenden Gesamtkonzept aus Musik und Lyrik, dem die Vertonung der vier Elemente zu Grunde liegt. Den Anfang machte 2004 das Wasser-Album Themes from the Desolate Ocean, das über Curzweyhl/Rough Trade veröffentlicht wurde. Ebenso wie der Nachfolger Shamanic Passage Through the Embers (2005, Avasonic/Rough Trade), das dem Feuer gewidmet ist, wurde es von Sascha mehr oder weniger im Alleingang eingespielt, produziert und abgemischt. 2008 folgte dann das dritte Album Evocation of Gaia, welches sich dem Thema Erde widmet und an welchem auch die niederländische Band Omnia mitarbeitete. Zur Veröffentlichung des dritten Albums, veröffentlichten Transit Poetry zusätzlich eine kostenlose Web-EP, die Promozwecken dient. 2011 erschienen die Vorab-Single Little Buddha (Remote Music) und das Album Pedestrians in the Sky (Remote/Danse Macabre), die das Konzept mit dem Element Luft beenden. Auf dem Album findet sich auch ein Duett mit Sängerin Leandra.
Den Grundgedanken hinter dem vierteiligen Konzept erläutert der Sänger wie folgt: „Es geht um eine Kommunikation zwischen der materiellen und der spirituellen Welt; die Texte sind wie eine Brücke. Alle vier Alben des Gesamtkonzeptes ordnen sich dieser Idee unter und dienen der Schaffung einer größeren Einheit.“ Nach der Veröffentlichung der Gratis-Download-EP The 5th Element gab die Band im Januar 2012 auf ihrer Website bekannt, für unbestimmte Zeit zu pausieren, ehe die Auflösung bekanntgegeben wurde.

## Diskografie

### Alben
- 2004: Themes from the Desolate Ocean (Curzweyhl)
- 2005: Shamanic Passage Through the Embers (Avasonic)
- 2008: Evocation of Gaia
- 2011: Pedestrians in the Sky (Danse Macabre)

### EPs
- 2008: Earth Rhythm
- 2011: The 5th Element

### Singles
- 2011: Little Buddha (Remote Music)

## Trivia
Die Band engagierte sich für Tierschutz und Tierrechte und thematisierte dies in ihren Texten. Die meisten der fünf Musiker sind Veganer und Vegetarier.